# Вулиця Малберрі
«Вулиця Малберрі» (англ. Mulberry St.) — американський документальний фільм режисера Абеля Феррари.

## Сюжет
Повнометражна документальна стрічка про колоритний італійський район Манхеттена, де живе сам режисер Абель Феррара. Про акторів італійського походження, що поділяють його любов до Літл-Італі, про свято Сан-Дженнаро.

## У ролях
- Денні Айелло
- Френк Аквіліно
- Френкі Сі
- Джон «Ча Ча» Чьярчія
- Абель Феррара
- Шенін Лі
- Джон Леві
- Меттью Модайн
- Джанні Руссо
- Френк Вінсент
- Пол Цукер